# تیمول بلو

تیمول بلو

تیمول بلو (به انگلیسی: Thymol blue) یکی از شناساگرهای PH است. رنگ این ماده در محیط اسیدی زرد و در محیط بازی آبی است.برم تیمول بلو یک معرف(معرف PH) شیمیائی است که برای تشخیص اسیدها و بازهای ضعیف مورد استفاده قرار میگیرد .برم تیمول بلو در محلولهای خنثی به رنگ سبز است و در محلولهای اسیدی زرد رنگ و در محلولهای بازی آبی رنگ میشود. وقتی به آن دی اکسیدکربن اضافه شود زرد رنگ میشود. البته نمیتوان گفت برم تیمول بلو معرف دیاکسیدکربن است چون در تمام محلولهای اسیدی زرد رنگ میشود اما چون واکنش دی اکسیدکربن با آب تولید اسید کربنیک (اسید ضعیف) میکند که نوعی اسید است بنابراین باعث تغییر رنگ برم تیمول بلو میگردد. استفاده از آب آهک به عنوان معرف دی اکسیدکربن بهتر و اختصاصی تر از برم تیمول بلو میباشد. برم تیمول بلو به عنوان یک رنگ برای رنگ کردن بافتهای گیاهی(دیواره سلولی و هسته ها) نیز مورد استفاده قرار میگیرد. از برم تیمول بلو در تانکهای پرورش ماهی برای تعیین میزان کربنیک اسید آن استفاده می شود.